# Ju 87 (航空機)
Ju 87 シュトゥーカ
- 用途：急降下爆撃機
- 分類：爆撃機
- 設計者：ヘルマン・ポールマン（英語版）
- 製造者：ユンカース航空機・発動機製作社
- 運用者： ドイツ国（ドイツ空軍）
- 初飛行：1935年9月17日
- 生産数：6,500機以上
- 生産開始：1937年
- 退役：1945年（ドイツ空軍）
- 運用状況：退役

Ju 87 シュトゥーカ（Junkers Ju 87 Stuka ）は、ドイツのユンカース社が開発し、第二次世界大戦中にドイツ空軍などで運用された急降下爆撃機である。
愛称の「シュトゥーカ」（Stuka）とは、本来は本機種の固有の愛称ではなく、“急降下爆撃機”を意味するドイツ語の「Sturzkampfflugzeug」（シュトゥルツ・カンプ・フルークツォイク）の略であったが、本機がドイツ軍の用いた急降下爆撃機の代表として扱われたため、この名が用いられるようになった。日本語では「スツーカ」「ストゥーカ（ステューカ）」とも表記されている。
東部戦線では、ドイツ陸軍の強敵であったT-34の上面装甲を容易に貫徹できる、37mm機関砲 BK 3.7 (37 mm)を装備した Ju 87 G が対戦車攻撃機として活躍した（→対戦車攻撃機型）。

## 概要

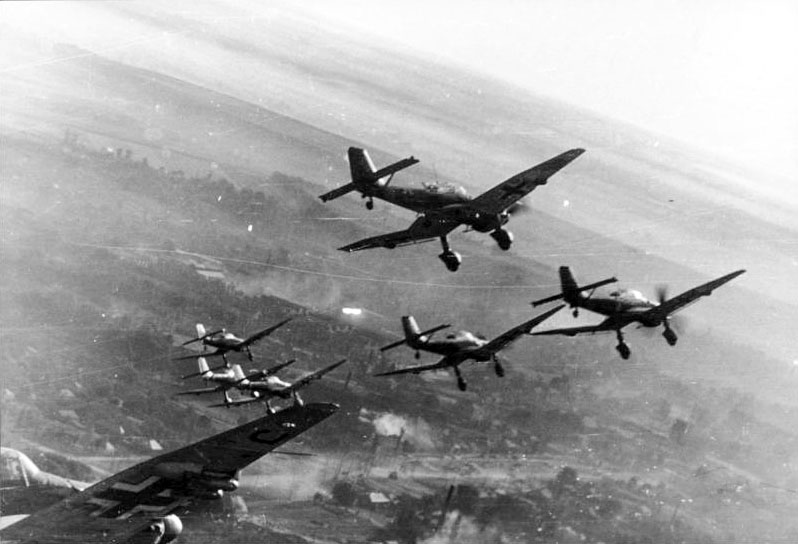
東部戦線、1943年のシュトゥーカ

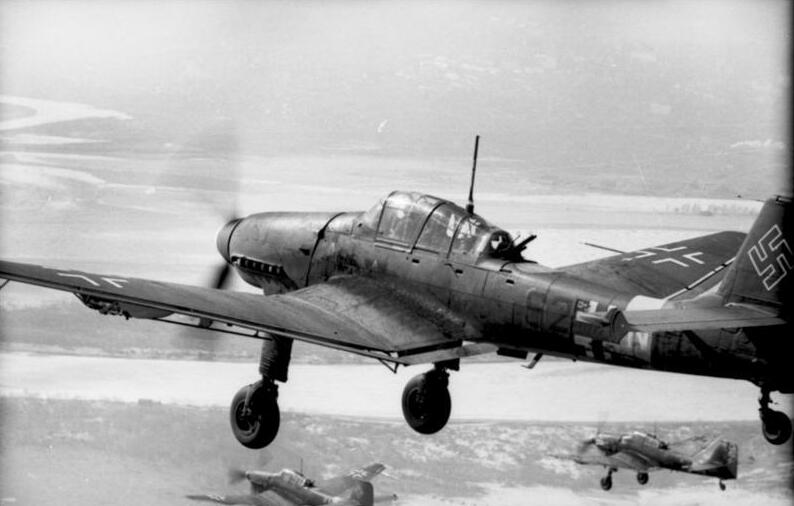
編隊飛行中のシュトゥーカ。主脚の車輪カバーが外されている

開発はユンカース社。主任設計者はヘルマン・ポールマン（Hermann Pohlmann）。モックアップは1934年に完成し、1935年9月17日初飛行している。
1935年にドイツ航空省（RLM）による競争審査に勝利し正式な生産命令を得た。対抗機種は、アラド社・ハインケル社・ブローム・ウント・フォス社のそれぞれ Ar 81（試作3機のみ）・He 118（生産機数不明、4号機は日本陸軍に、5号機は日本海軍に売却）・Ha 137（試作1機。開発途中で終了）Ju 87の試作機は3機製作され、それぞれV1-V3の番号があたえられていた。V1は双尾翼でダイブブレーキがついていないのが特徴で、試験中にキリモミ状態になり墜落し失われている。
最初の量産型Ju 87A型は1937年から生産が開始され、スペイン内戦で実戦投入され多くの戦果をあげた。また、同年、改良が行われたB型も生産されスペイン内戦に続けて投入された。
以後さまざまなタイプに発展しながらも、（少なくとも外見的には）大きな改変は無く終戦までに5,709機が生産されることになる。
1940年以降は主に北アフリカ戦線、地中海戦線、東部戦線に配備された。東部戦線においてドイツ陸軍を支援し、地中海では英空母「イラストリアス」を大破させるなど対艦攻撃にも活躍した。しかし大戦後半になると、本機の性能では連合国軍戦闘機が遊弋する昼間の作戦行動は自殺行為となり、夜間行動型に改修されて使用が続けられた。
なお、本機に代わって地上支援任務についたのは、Fw 190 の戦闘爆撃機型であった。

## 特徴
逆ガル翼の複座機で固定脚が外見上の大きな特徴で、急降下爆撃機らしいガッシリとした武骨なフォルムをもつ。急降下爆撃の機動に耐えるため機体構造が頑丈で、整備も容易で反復攻撃をこなせる実用性に富む機体であった。逆ガル式の翼が生み出す下方視界の良さと、安定した急降下性能により精密な爆撃を実施でき、急降下時にサイレンのような音を立てることから連合国側からは「悪魔のサイレン」の異名で恐れられた。
この通称にヒントを得て、後に機体には実際に小型風車により駆動されるサイレンが取り付けられるようになり、標的となった陣地などの敵兵を恐慌へと追いやり、地上部隊の進撃を爆撃と心理面で援護することになる。爆弾を使い果たした機体でも急降下してサイレンを鳴らすことによって、「爆撃が来る」と思わせることで敵の動きを阻害することもできた。しかし、大戦も後期になると逆に航空優勢な連合軍に対してサイレンの効果が薄れたためサイレンを取り外し、台座だけが残っている記録写真もある。
頑丈、すなわち重い機体構造という急降下爆撃機の特性ゆえの弱点があり、低速、鈍重で防弾設備が貧弱だったため空戦能力は低く、制空権を確保した状態での攻撃にしか適さなかった。また、機体の重さのしわ寄せは燃料搭載量にも及び、航続距離が短く行動半径が狭かった。
Ju87による急降下爆撃は水平飛行からそのまま機首を下げるのではなく、爆撃目標上空で機体を回転させ背面飛行から機首を地面に向けて急降下する。そのため操縦席の床には爆撃目標を目視で確認するための小さな穴が開いている。

### 威嚇用吹鳴機（サイレン）「ジェリコのラッパ」について
Ju 87と言えば急降下時のサイレン音が有名であるが、元々はサイレンを特別に取り付けていたわけではなく、急降下時に発生した風切り音がそのように聞こえただけであった。その後、威嚇効果の高さが認められ、B型やD型の一部の主脚根本に、風車に風を受けて駆動させるサイレンをとりつけた機体が生まれた。
この風斬音は「ジェリコ（エリコ）のラッパ」とドイツ兵たちに呼ばれ、スペイン内乱時には空爆に不慣れなスペインや英仏の兵士に恐れられた。なお、ジェリコのラッパのジェリコ（エリコ）とは古代パレスチナの都市名で、旧約聖書のヨシュア記でユダヤ人の指導者のヨシュアの命で人々が一斉に吹いたラッパのこと。この音でジェリコの城壁が崩れ落ちたと伝えられている。1941年以降はあえて隠密性を破壊する「ラッパ」は使用されなくなっているが、連合軍兵士に風説として流布した。

## 運用

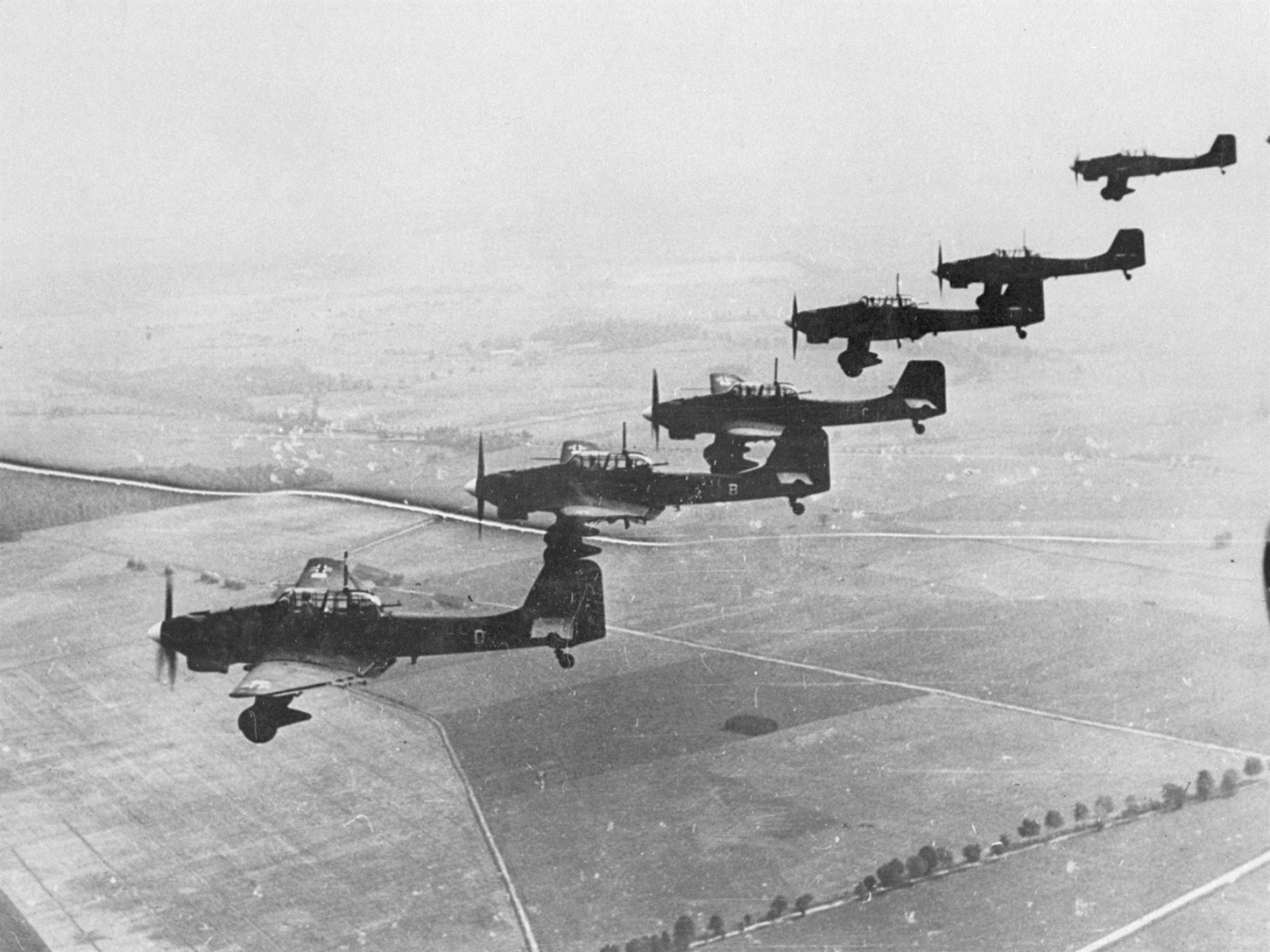
1939年のポーランドにおける電撃戦

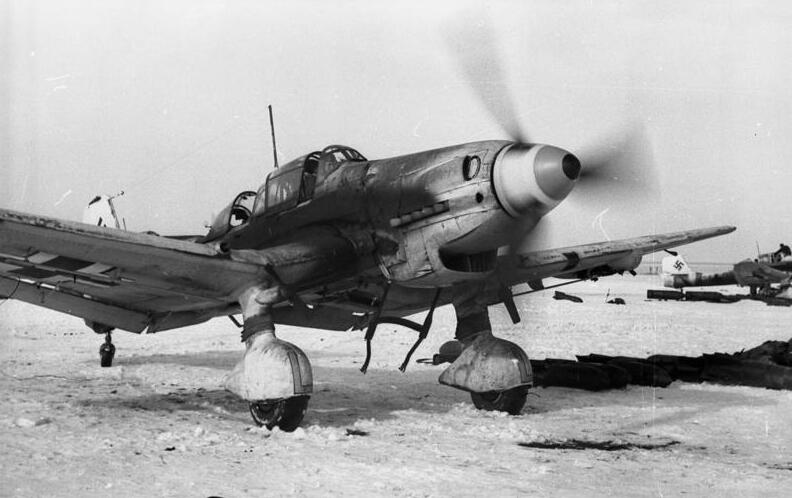
離陸前のシュトゥーカ

Ju87は1939年にはじまるポーランド侵攻や開戦当初の電撃戦（ブリッツクリーク）において非常に大きな戦果を挙げたが、1940年の対イギリス戦（バトル・オブ・ブリテン）では、防弾性能の低さと制空権を確保していない地点への投入によりスピットファイアやハリケーンなどのイギリス軍機に多数が撃墜され、大きな損害を出した。また、航続距離の不足から、英本土内陸の目標を攻撃出来なかった。
本機は第二次世界大戦以前の1935年秋に初飛行を行っているにもかかわらず、後継機に恵まれなかったこともあって大幅なバージョンアップも無く終戦まで使用され続けた機体である。開戦当初こそ大きな戦果を挙げたが、ドイツ空軍上層部は能力を過信し、「急降下爆撃こそが至上の爆撃である」と誤った認識をもった者も多かった。特に、ドイツ空軍最高司令長官ヘルマン・ゲーリングの"急降下爆撃熱"（急降下爆撃機への盲信）は甚だしく、戦略爆撃機He 177を含めた水平爆撃を任務とする機体の多くに急降下爆撃能力を求めたり、戦略爆撃機、後継機の開発を怠るなどドイツ空軍全体の開発計画に悪影響を与えた。また、その認識の甘さはバトル・オブ・ブリテンでの大損害を生む原因ともなった。
1942年頃から陸上では単発爆撃機は活躍の場を失いつつあり、ドイツ空軍でもFw 190FやGなどの対地襲撃機・戦闘爆撃機型が登場しているが、旧式化したJu 87もダイブブレーキを外し、襲撃機として生産され続けた。フランス戦では陸軍支援のためフランス軍戦車に対して急降下爆撃を行ったが効果は薄く、機銃でエンジン部分を狙った方が確実に損害を与えられた。この戦訓をもとに、爆弾ではなく機関砲を搭載した対戦車攻撃機型（Ju87G）も開発されている。
Ju87はその操縦の容易さから前線のパイロット達に好まれ、各シリーズ、特に後期にはG-1型を愛用したハンス・ウルリッヒ・ルーデルは、終戦までに519両（630両との説もある）もの戦車を破壊し、"スツーカのルーデル"の異名を得たという。他にもシュトゥーカ乗りには単機（複座なので二人一組）で大きな戦果を挙げたパイロットが多い。

## 主な派生型

### Ju 87 A
Ju 87 A
試作機。エンジンには610馬力のユンカース ユモ 210 Aを装備しており、後にエンジンはユンカースJumo 210 Daに交換されている。A型の最初のシリーズであるA-0は全金属製の機体で、密閉式のコックピットになっていた。
Ju 87 V1
1935年9月17日に初飛行、W.Nr 4921。
Ju 87 V2
1936年2月25日に初飛行、W.Nr 4922。登録記号は D-IDQR。
Ju 87 V3
1936年3月27日に初飛行、W.Nr 4923。
Ju 87 V4
1936年6月20日に初飛行、W.Nr 4924。
Ju 87 V5
1936年8月14日に初飛行、W.Nr 4925。
Ju 87 A-0
大量生産に向け、生産性を向上させるために主翼の先端は直線にされ補助翼の形状も前後がなだらかな形に修正された。飛行中でもパイロットが昇降舵と方向舵のトリム・タブを調節できるように設計されていた。A-0は水平に近いエンジン・カウリングを装備しており、パイロットは非常によい視野をえた。そのためエンジンは25cmほど下げて取り付けられることとなり、胴体と機銃手席も下げられ機銃手に良好な射界を与えた。ドイツ航空省は当初7機のA-0型を発注したが後に11機に増やしている。1937年前半に、A-0は様々な爆弾を搭載してテストが行われた結果、Jumo 210 Aエンジンの出力不足はフォン・リヒトホーフェンに指摘され速やかにJumo 210 Dに交換された。
Ju 87 A-1
ユンカース Jumo 210 Dの搭載と両主翼内部に220Lの燃料タンクをひとつずつ搭載していたが、この燃料タンクは防弾装備を施されていなかった。また、A-1型は両翼に7.92mmのMG 17 機関銃を1丁ずつ装備可能なように設計されていたが、重量オーバーしてしまう事がわかり、取り外された。この2丁の機関銃の弾薬合計500発は着陸脚のスパッツの中に収納されるようになっていた。パイロット席にはMG 17 機関銃の照準用にRevi C 21C照準器が装備されていた。機銃手席には1丁の7.92mm MG 15 機関銃と75発入りのドラムマガジンを14個装備していて、これはA-0型よりも150発多い搭載量となっている。A-1型はA-0型より大きい3.3mのプロペラを装備していた。後部機銃手兼通信士が搭乗していない状態ではJu 87は500kgの爆弾を搭載して飛行できたが、Jumo 210 Dエンジンでさえ、250kg爆弾以上の重量物を搭載するには出力不足であった。Ju 87A型は（スペイン内戦中は機銃手なしで運用されたが）すべて搭載爆弾を250kg爆弾までに制限されていた。
Ju 87 A-2
エンジンには2段階過給機付きのユンカース ユモ 210 Daが搭載された。A-1型との最大の違いはH-PA-III可変ピッチプロペラの装備があげられる。1938年にはユンカースのデッサウ工場で192機、ブレーメンで70機、合計262機が生産された。

### Ju 87 B
Ju 87 B
試作機。
Ju 87 V6
1937年6月14日に初飛行、W.Nr 0870027（A-0型からB-0型に改造）。
Ju 87 V7
Ju 87Bの試作機。1,000PSのJumo 211Aエンジン搭載。1937年8月23日に初飛行、W.Nr 0870028（A-0型からB-0型に改造）。
Ju 87 V8
1937年11月11日に初飛行、W.Nr 4926。
Ju 87 V9
1937年2月16日に初飛行、W.Nr 4927。登録記号はD-IELZ、1939年10月16日にWL-IELZに変更。
Ju 87 V15
1942年に大破。W.Nr 0870321。登録記号はD-IGDK。
Ju 87 V16
W.Nr 0870279。登録記号はGT+AX。
Ju 87 V17
生産された記録なし。
Ju 87 V18
同上。
Ju 87 B-0
A型の機体を流用して6機生産され、試験飛行は1937年の夏から始められた。そのなかから少数（少なくとも3機）が海軍向けのC型またはE型に改造された。
Ju 87 B-1
Jumo 211 D 1,200PS（883kW、1,184hp）エンジンを搭載しており、再設計された胴体と着陸脚を装備していた。この新型の機体はスペインでテストが行われ、十分な性能を証明し一月に60機生産されることになった。その結果、第二次世界大戦の開戦時にはドイツ空軍は336機のJu 87 B-1を所有した。B-1型には「ジェリコのラッパ」と呼ばれる威嚇用吹鳴機（サイレン）が取り付けられていた。これは直径0.7mのプロペラの風切り音を利用したもので、敵の士気を低下させ、かつ急降下爆撃の威圧的な影響を増強するために使用された。しかし、このプロペラには空気抵抗で約20-25km/hほど機の速度が落ちてしまう問題があった。そのため、後には爆弾の安定板に風切り音を発生させるホイッスルが取り付けられた。1937年7月までに89機のB-1型がユンカース社のデッサウの工場で、ほかの40機がブレーメンにあるWeserflugの工場で製造された。1938年4月以降はWeserflugの工場で生産が行われた。しかし、352機のJu 87 B-1が1940年3月までユンカースの工場で生産されている。1938年8月から1940年3月までの間、Weserflugの工場では740機のJu 87が生産されている。
Ju 87 B-2
いくつかのバリエーションがあり、着陸装置にスキーを装備したタイプ（B-1型でも同様の改造がなされている）やJu 87 B-2 tropと呼ばれる熱帯用の装備やエンジンにサンドフィルターを装備した機体があった。イタリア空軍も多くのB-2型を受領しており、Picchiatelloと名づけて運用していた。一部の機体は反跳爆撃を行い、地中海の対艦攻撃で活躍した。他には、ハンガリー、ブルガリアおよびルーマニアを含む枢軸国で運用されていた。B-2型はカウリング・フラップを閉じるための油圧装置を持っており、この装置は後の改良型にも引き継がれた。1937年以降はJumo 211DエンジンがJu 87Bの量産型に搭載されるようになった。
生産された700機のJu 87 B-1と230機のB-2のうち550機がユンカースの工場で製造され、残りの機体はWeserflugのブレーメン工場で製造された。

### Ju 87 R
Ju 87 R-1
Ju 87 Bの長距離型としてJu 87 Rが設計された。これらは主に対艦攻撃に使用され、通常の燃料に加え、主翼内に240Lの追加の燃料タンクを装備し、300Lの増槽を2個搭載していた。このため搭載燃料は1,080Lにもなった。しかし燃料を満載した状態では250kg爆弾をひとつしか装備できなかった。
Ju 87 R-2
Ju 87 B-1と比べて重量が約700kgほど増加しており、その為最高速度は32km/h遅く、実用上昇限度も低下している。その代わりJu 87R-2は航続距離が360km増加している。ブレーメンのWeserflugの工場でJu 87R-2が471機が生産されている。
Ju 87 R-3
グライダーを牽引できるようにした機体で、牽引ロープを使用して乗組員とグライダーの乗員とが通信できるように、特殊な無線機が装備されていた。
Ju 87 R-4
R-2型とは異なるJumo 211Jエンジンを搭載していた。ブレーメンのWeserflugの工場でJu 87R-2が471機、ブレーメンのWeserflugの工場でJu 87R-4が145機生産されており、Ju 87R-4は145機中143機が納入され残りの2機は試験飛行で破損している。

### Ju 87 C
Ju 87 C
試作機。8月18日にRLMはJu 87 Tr(C)を導入することを決定した。Ju 87 Cは、ドイツ海軍のための急降下爆撃機兼、雷撃機として使用される計画であった。Ju 87Cは、試作機の生産が命じられ、1938年1月にはテスト可能な状態にあった。テスト期間は2ヶ月与えられ、1938年2月から4月まで行われた。V10は固定翼の試作機で、V11は主翼の折りたたみ機構を備えた試作機であった。これらの試作機はJumo 211 Aエンジンを搭載したJu 87B-0が原型になっている。V10の製作は遅れ1938年3月までずれ込んだ。3月17日に初飛行を行い、Ju 87 C-1と呼称された。5月12日にV11も初飛行を行った。
1939年12月15日までに915回の陸上での着艦試験が行われた。その結果、着艦装置（アレスティングギア）の強度が不足しており、交換する必要があること、静止までに要する着陸距離が平均20-35mであることがわかった。1938年10月8日、Ju 87 V11はJu 87 C-0と呼称されるようになり、これはJu 87 C型の標準的な装備と主翼の折りたたみ機構を備えていた。
艦載型スツーカ（carrier Stuka）は、1940年4月-7月の間にWeserflugのブレーメンの工場での生産が予定され、1940年7月から1941年8月の間、120機のJu 87 C-1が生産される予定だった。C型の装備品の中で、他のJu 87と比べて特殊なものとしては、信号弾を備えた2人乗りのゴムボートがあげられる。緊急の燃料投棄システムと左右の翼に750Lの容量を持つ展開式の浮き袋、さらに胴体に500Lの浮き袋を2つ装備しており、これによってJu 87 Cは3日間は海上に浮く事ができるようになっていた。
1939年10月6日にすでに発注されていた120機のJu 87 Tr(C)のオーダーはキャンセルされたものの、機体の発注が取り消されてもカタパルトを使用したテストは続けられた。Ju 87 Cは離陸重量5,300kgのとき離陸するには133km/hの速度が必要とされ、Ju 87 Cは胴体の下にSC 500kg爆弾と翼の下に4個のSC50kg爆弾を装備可能であった。C-1は主翼に7.92mm MG 17 機関銃を2基装備し、防御用に尾部銃手が操作する為に7.92mm MG 15 機関銃を装備していた。
1940年5月18日に、C-1の生産はR-1に切り替えられた。Ju 87Cは戦争ですべて失われており、現存機は存在しない。
Ju 87 V10
登録記号はD-IHFH（後にTK+HD）W.Nr 4928. 1938年3月17日に初飛行。
Ju 87 V11
登録記号はTV+OV。W.Nr 4929. 1938年5月12日に初飛行。

### Ju 87 D
Ju 87 D
試作機。バトル・オブ・ブリテンで敵戦闘機の攻撃からJu 87は大きな被害を出した。それにもかかわらず、ドイツ空軍はスツーカ以外の有効な航空機を持っておらず、スツーカの開発を継続する以外の選択肢を持ち得なかった。その結果、開発されたのがDシリーズである。1941年6月に、RLMは5機のプロトタイプ、Ju 87 V21-25を発注した。Ju 87 D-1はダイムラー・ベンツDB 603エンジンの搭載が計画されていたが、このエンジンはユンカースJumo 211よりも出力が劣る貧弱なエンジンで、装備機がテスト中に墜落することもあった。Ju 87 Dシリーズはオイルクーラーやラジエーターの配置を見直し、より良い視界を得るためにコックピット周りを改良し、洗練された形になっている。さらに防弾装備を増強し、後方の防御機銃として7.92mm MG 81Z 連装機関銃を装備した。エンジン出力は増強され、1,420PS（1,044kW, 1,401hp）のJumo 211J-1やJumo 211Pが搭載されるようになった。1943年、Ju 87 Dの燃料搭載量は1,370Lに増加された。これにより2時間15分の滞空が可能となった。300Lの増槽を2つ追加搭載することで滞空時間は4時間にも達した。
Ju 87 V 21
登録記号はD-INRF。W.Nr 0870536。B-1型からD-1型への改造機。初飛行は1941年3月1日。
Ju 87 V 22
登録記号はSF+TY。W.Nr 0870540。B-1型からD-1型への改造機。初飛行は1941年3月1日。
Ju 87 V 23
登録記号はPB+UB。W.Nr 0870542。B-1型からD-1型への改造機。初飛行は1941年3月1日。
Ju 87 V 24
登録記号はBK+EE。W.Nr 0870544。B-1型からD-1/D-4型への改造機。初飛行は1941年3月1日。
Ju 87 V 25
登録記号はBK+EF。W.Nr 0870530。B-1型からD-4 trop型への改造機。初飛行は1941年3月1日。
Ju 87 V 30
Ju 87 D-5型の試作機。W.Nr 2296。初飛行は1943年6月20日。
Ju 87 V 26-28,31,42-47
どのような機体であったか詳細は不明。
Ju 87 D-1
1941年に495機発注され、この機体は1941年5月から1942年3月まで生産された。1942年の春から1944年の生産終了までに3,300機のJu 87が生産されそのうちのほとんどがD-1型、D-2型そしてD-5型だった。D型は主に東部戦線と中東の広範囲で使用された。爆弾搭載能力はB型の500kgから最大で1,800kgに増加している。航続距離が短くなるためか、基本的には500-1,200kgの爆弾を搭載して運用されていた。
Ju 87 D-2
古くなったD型のフレームを流用して製作された、グライダー牽引型である。これはD-1の熱帯型として設計されていた。この機体は地上からの対空砲火から乗員を守るための重装甲が施されていた。しかし、この装甲により性能は低下し、Oberkommando der Luftwaffe（空軍最高司令部）からは「D-2型は不要」とまでいわれた。
Ju 87 D-3
D-1型に対地攻撃用の増加装甲を装備した型である。エンジンはJumo 211 Jを搭載しており、Ju 87 D型の多くはD-3NまたはD-3/tropsと呼ばれ、夜間用と熱帯用の装備が追加されていた。
Ju 87 D-4
PVC 1006 Bラックと装備し750-905kgの魚雷を搭載した雷撃型の試作機として設計された。D-4型はD-3型を改装して製作され、空母「グラーフ・ツェッペリン」で運用される予定だった。
D-4型と初期のD型の相違点として消炎排気管と2基の20mm MG 151/20 機関砲があげられる。
Ju 87 D-8
D-8型はD-7型に似ていたがD-3型をベースとして製作されていた。D-7型とD-8型は夜間専用の同じ機体とよく勘違いされるが、これらはベースとなった機体が異なっており、明確に設計が異なった機体であって、夜間専用だけでなく多用途の機体である。しかし双方ともに消炎ダンパーが取り付けられ夜間での作戦に使用された。
1943年1月に、Ju 87 Dの何機かはJu 87 Gの製作のためのテストベッドになった。1943年初頭Tarnewitzのドイツ空軍テスト・センターは、静止状態でのこの機関砲のテストを行った。G. Wolfgang Vorwald大佐はこの実験は成功ではないと記しており、また、この機関砲をMe 410に搭載することを提案している。しかしながらテストは続行された。1943年1月31日には、Ju 87 D-1 W.Nr 255が、ブリヤンスクの訓練所の近くでハンス=カール・シュテップ大尉によってテストされた。この結果、空気抵抗が大きくなっており、速度の低下が大きく、飛行速度が259km/hも低下していたと記している。さらにシュテップは、既存のD型に比べて機敏さが低下していることを指摘している。1943年に37mmBK 37機関砲を備えたD-1およびD-3が戦闘に投入されている。

### Ju 87 E
プランはあったが機体が製作されることはなかった。

### Ju 87 F
プランはあったが機体が製作されることはなかった。

### Ju 87 H
D型をベースとした複座式の練習機。

## 対戦車攻撃機型

### Ju 87 D-5（20mm機関砲x2 または 7.92mm機関銃x12 装備）
D-3型の設計に基づいて製作された。特徴として他のJu 87より主翼が0.6m延長されている。エンジンは1943年8月以降はJumo 211 J-1からインタークーラー付きの過給機（スーパーチャージャー）を備えたJumo 211 Pにアップグレードされている。このエンジンは機体の上昇速度を15m/s増加させた。 しかしJumo 213の搭載とそれにより増加した上昇速度により翼の延長は無意味なものになってしまった。コックピット床のガラス窓は補強され、3つあったエルロンは4つに変更された。急降下速度はより早くなり、高度2,000mで650km/hに達した。航続距離では地表付近で715km、高度5,000mで835kmを記録している。燃料搭載量は胴体のメインタンクで480L、左右の主翼内のタンクに150Lずつ搭載でき、300Lの容量を持つ増槽を2つ取り付けることができた。

#### 本型の武装
本型は、T-34を除くソ連戦車の上面装甲を容易に貫徹する、20mm MG 151 機関砲（いわゆるマウザー砲）を両翼に1門ずつ装備した。20mm弾の装弾数は合わせて1千発であった。
本型は、両翼に1門ずつ装備した MG 151 機関砲x2 を取り外し、代えて、両翼に1基ずつ「WB81 兵器架（7.92mm MG 81 機関銃を6基同架）」を装備できた。両翼で12門の7.92mm機銃の発射速度は、合計で9千発／分に達した。WB81兵器架による機銃掃射は、敵軍の軟目標（兵員、馬匹、トラック、弾薬糧秣など）に絶大な威力を発揮した。

### Ju 87 G（37mm機関砲x2 装備）

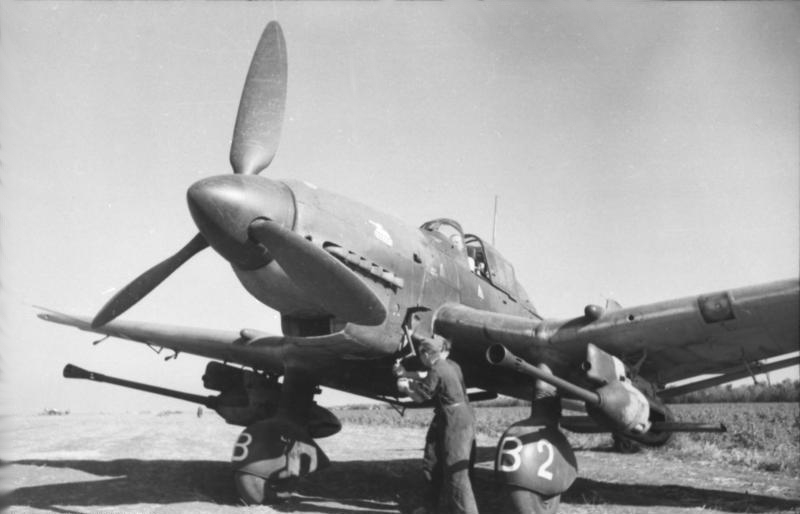
3.7cm対戦車機関砲2門を搭載したJu 87 G-2型

#### 開発経緯
すでに旧式化していたJu 87は、G型で対戦車攻撃機として新しい役割を担うこととなった。これはJu 87の実用化された中では最終型であり、東部戦線で使用された。1943年以降のドイツの軍備の弱体化に加え、凄まじい数のソ連戦車が出現していた状況下で、ユンカース社はこの脅威に対抗しうる戦力として、この分野で先行していたソ連のシュピタルニー Sh-37のような対戦車航空機関砲を見習って既存の設計をうまく適用させた。
既存のHs 129Bは有能な対地攻撃機であったが、大きな燃料タンクが対空砲火に脆弱であった。
ドイツ航空省は「できるだけ早期にHs 129Bの代わりとなる兵器が必要である」と述べた。ソ連戦車を主な標的とするJu 87 Dの更なる発展型として、1942年11月にJu 87 Gの開発が始まった。11月3日に、エアハルト・ミルヒはJu 87の改良型を採用することに異論を唱え、完全に設計し直す必要があると問題提起した。
Ju 87のエンジンをJumo 211 Jに換装し、30mm機関砲を2門搭載して、対空砲火に対する防御装甲（イリューシンIl-2シュトゥルモヴィークを参考にした）を備える案が、叩き台として示された。

#### 実機
完成したJu 87 Gには、翼下に機関砲をガンポッド方式に搭載し、ガンポッド内に機関砲弾を収めるBK 3.7 (37 mm)が採用された（"BK"は Bordkanone の略字）。BK3.7は、20mm MG 151/20 機関砲に対抗する上面装甲を備えたソ連戦車でも十分に破壊可能だった。
このガンポッドはJu 87 D-1, W.Nr 2552に搭載され「グスタフのタンクキラー」と呼ばれた。
1943年1月31日に初飛行を行い、テストパイロットはハンス=カール・シュテップ大尉が勤めた。同じ対戦車攻撃機として運用されていたBK 7.5 75mm砲を搭載したJu 88 P-1が多くの問題を抱えていたこともJu 87Gの量産に拍車をかけ、1943年4月、最初の量産型Ju 87 G-1が前線に送り届けられた。2門の37mm機関砲は主翼下のガンポッドに搭載され、1門で12発、合計24発のタングステンの徹甲弾を搭載していた。この最初のG-1数機はオットー・ベイス中佐の率いる対戦車攻撃実験隊へ配属され、ブリヤレスク方面の戦闘で初陣を飾った。この初陣にはルーデル大尉も加わった。
本機はこの特徴的な機関砲から「大砲鳥」（カノーネンフォーゲル Kanonenvogel）の愛称で呼ばれ、ルーデルを筆頭とするドイツ空軍スツーカ・エースの手によって大きな成果を挙げたが、反面、無理に搭載した37mm砲による重量過多と安定性の欠如から、ルーデルをして「操縦が恐ろしく難しい機体」と言わしめた。
Ju 87 G-1
旧式の主翼の小さいD型の機体（D-5型以降は翼が延長されている）から改装され、ダイブブレーキを取り外されていた。
Ju 87 G-2
G-1型によく似ており、延長された翼を持つD-5型の機体から208機、D-3型から少なくとも22機生産された。
クルスクの戦いに投入されたG型として生産された機体はごくわずかだった。戦闘初日にG型として生産された機体に乗っていたのはルーデルだけだった。
戦闘前にかなりの数のD型に37mm機関砲が取り付けられG型として運用された。1943年6月に、RLMは20機のJu 87 G型を発注した。
遅い飛行速度と大きな主翼による低い失速速度は、上陸用舟艇や、地上の戦車、トラックのような移動速度の遅い目標を攻撃するのに有効であった。

## 機体データ
A-1（武装は除く）
- 全幅：13.82m
- 全長：10.80m
- 全高：3.84m
- 翼面積：31.90m2
- 全装備重量：3,350kg
- 自量：2,273kg
- 最大速度：310km/h
- 実用上昇限度：7,000m
- 航続距離：1,000km

G-2（武装は除く）
- 全幅：15m
- 全長：11.5m
- 全高：3.84m
- 翼面積：33.6m2
- 全装備重量：6,585kg
- 最大速度：375km/h
- 実用上昇限度：7,500m
- 上昇時間：5,000mまで19.8分
- 航続距離：1,530km

## 現存する機体
- 2機が完全な状態で保存されているのみで、各地に残骸が残されている[6]。
- 機体によっては型や番号に諸説ある場合がある。
- 下記の他にも、海底に沈んでいることが確認されているものや、売買されているD-3などが確認されている。

| 型名              | 番号                              | 機体写真 | 国名                                | 所有者                         | 公開状況 | 状態     | 備考 |
| ----------------- | --------------------------------- | -------- | ----------------------------------- | ------------------------------ | -------- | -------- | --- |
| Ju 87B-1          | WkNr.1301643                      |          | ドイツ バーデン＝ヴュルテンベルク州 | ジンスハイム自動車・技術博物館 | 公開     | 静態展示 | フランス・サントロペ近海90mに沈没していた機体で、1989年に回収された。                                                               |
| Ju 87B-1          |                                   |          | ドイツ バーデン＝ヴュルテンベルク州 | ピーター・ユニォア航空機展示場 | 公開     | 静態展示 | 部品などが展示されている。 |
| Ju 87B-2          | WkNr.870406 9801                  |          | セルビア ベオグラード               | 航空博物館                     | 公開     | 静態展示 | 一部胴体が展示されている。 |
| Ju 87R-2          | WkNr.5856                         |          | ドイツ ベルリン                     | ドイツ技術博物館               | 公開     | 静態展示 | ムルマンスクで撃墜された機体。 |
| Ju 87R-2          | WkNr.5954                         |          | アメリカ イリノイ州                 | シカゴ科学産業博物館           | 公開     | 静態展示 | 1941年に北アフリカでイギリス軍に鹵獲された機体。                                                                                    |
| Ju 87R-4          | WkNr.6234                         | 写真     | アメリカ ワシントン州               | 飛行遺産・空中戦・兵器博物館   | 公開     | 修復中   | Ju 87R-2/857509号機と複合して飛行可能にするための修復が行われている。                                                               |
| Ju 87D            |                                   |          | ドイツ ラインラント＝プファルツ州   | コブレンツ国防技術研究所       | 公開     | 静態展示 | コックピット付近が展示されている。                                                                                                  |
| Ju 87D            | WkNr.16970                        |          | マルタ ヴァレッタ                   | 国立戦争博物館                 | 非公開   | 保管中   | |
| Ju 87D-3          | WkNr.100375                       |          | ギリシャ アッティカ地域             | ギリシャ空軍博物館             | 公開     | 静態展示 | 1943年10月9日にマリツァが空襲された際、撃墜された9機のうちの1機。                                                                   |
| Ju 87D-3          | WkNr.110757                       |          | ポーランド ポトカルパチェ県         | クロスノ博物館                 | 非公開   | 保管中   | 2015年にクロシエンコワイズンで発見された機体。ルーマニア軍の機体で、操縦席からはロアン・クロップ軍曹(Loan Crop)の遺体が発見された。 |
| Ju 87D-5 Ju 87G-2 | WkNr.2883 WkNr.494083 8474M (RAF) |          | イギリス ロンドン                   | イギリス空軍博物館ロンドン館   | 公開     | 静態展示 | D-5から改修された際に、再度機体番号が割り当てられた。1945年5月にシュレースヴィヒ＝ホルシュタイン州でイギリス軍によって鹵獲。        |
| Ju 87             |                                   |          | ギリシャ クレタ島地域               | アスキフォウ戦争博物館         | 公開     | 静態展示 | |
| レプリカ          |                                   |          | ポーランド ポモージェ県             | 第二次世界大戦博物館           | 公開     | 静態展示 | |

## 運用国

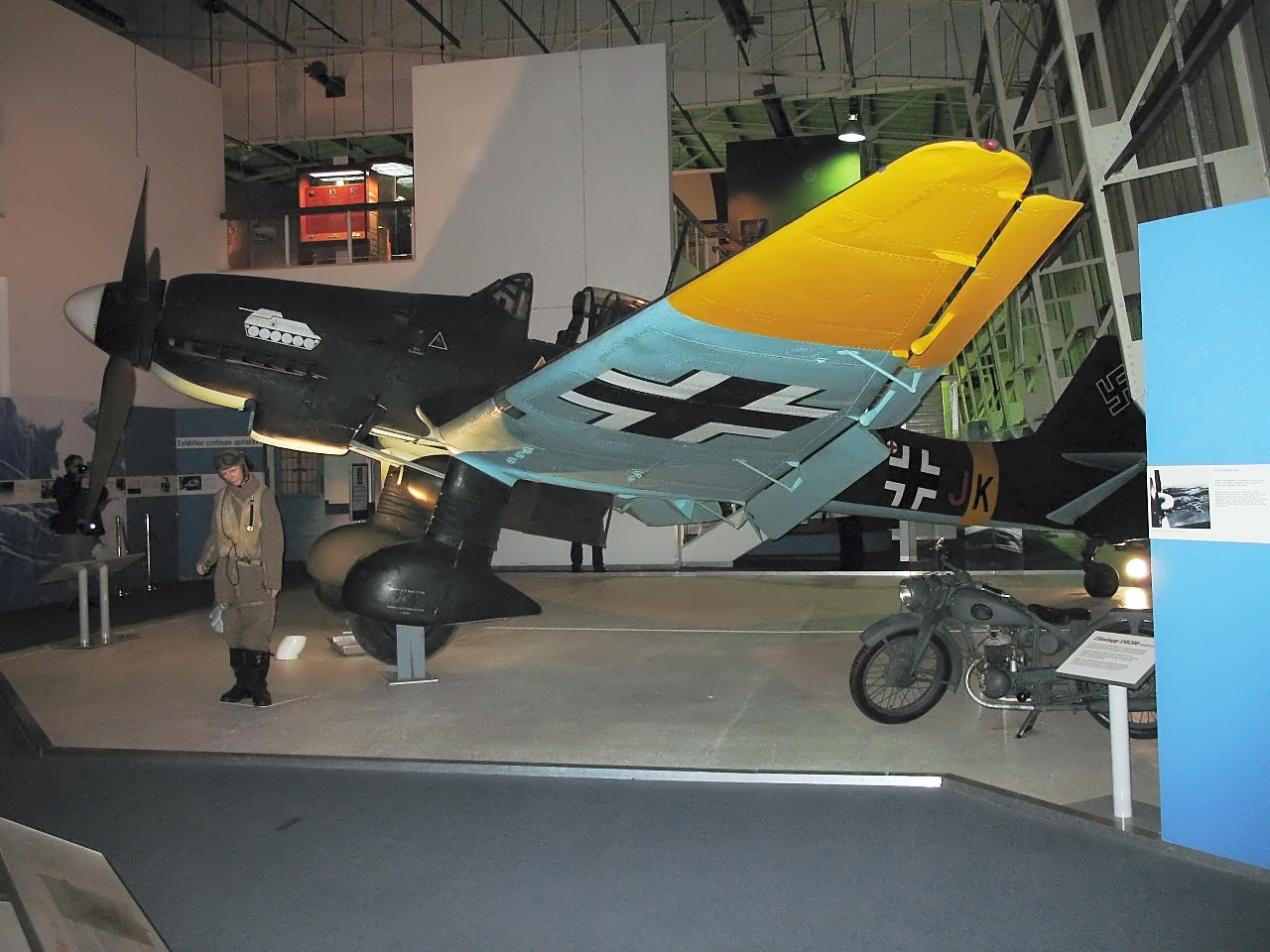
イギリス空軍博物館に展示してあるシュトゥーカ

- ドイツ
- ルーマニア
- ハンガリー
- ブルガリア
- ユーゴスラビア
- クロアチア
- イタリア
- ロシア
- スロバキア
- 日本

陸軍が1939年（昭和14年）に研究目的でJu 87Aを2機輸入。国産化も検討されたが、速度などの性能が不足していると判断され試用にとどまり、2機のうち1機は終戦まで所沢の航空記念館（現在の所沢航空発祥記念館とは別）に保管されていた。1940年（昭和15年）にはあやめ池遊園地で行われた「航空日本大展観」（主催：大日本飛行協会・朝日新聞社）に出品されており、雲形迷彩で翼に日の丸を描いた姿が記録されている。また、連合軍は日本陸軍が運用するJu 87に対して「Irena」というコードネームを与えていた。

## 登場作品

### 映画
『急降下爆撃隊』
ナチスドイツのプロパガンダ映画。戦時中の作品で実機が多く登場し、主役級の扱いで描写されている。テーマ曲として「スツーカの歌」が作曲された。
『空軍大戦略』
この映画にはスピットファイアやBf109などの実機が登場するが、Ju 87は実機ではない。
『戦火のナージャ』
独ソ戦を舞台としており、本機による爆撃のシーンが多い。ロシア映画であるが、ドイツ人俳優を起用して搭乗員についても詳細に描いている。
『ダンケルク』
ドイツ空軍機として登場。ナチス・ドイツのフランス侵攻の結果、ダンケルクに包囲された40万人の英仏連合軍将兵をグレートブリテン島へ脱出させる「ダイナモ作戦」を阻止すべく、将兵がひしめく桟橋や軍艦を急降下爆撃する。

### ゲーム
『ソニックウイングス３』
プレイヤー機として登場。コウフル＆ホワイト卿の搭乗機。移動速度は全機体中最も遅い部類だが、ショットの攻撃力はメイン・サブショット共に直進軌道で威力が高め、更に急降下爆撃機らしく特殊武器の『1トン爆弾』の威力がすさまじい。
『R.U.S.E.』
ドイツの戦闘爆撃機として登場。
『War Thunder』
ドイツ空軍のランク1~ランク2爆撃機(G型は攻撃機)として登場する。
『World of Warplanes』
ドイツTierVにD-5とG-2が登場する。
『艦隊これくしょん -艦これ-』
艦上爆撃機型の「Ju87C改」と対潜哨戒機型の「Ju87C改二(KMX搭載機)」が登場。技術提供により輸入された艦上爆撃機として登場するため、日本海軍のカラーリングとマーキングが施されている。
『コール オブ デューティシリーズ』
『CoD』
ドイツ軍の急降下爆撃機として登場する。
『CoD:UO』
ドイツ軍の急降下爆撃機として登場する。
『CoD:FH』
ドイツ軍の急降下爆撃機として登場する。
『CoD2』
ドイツ軍の急降下爆撃機として登場する。
『CoD2:BRO』
『CoD3』
ドイツ軍の急降下爆撃機として登場する。
『鋼鉄の虹 パンツァーメルヒェンRPG』および『ネットゲーム95 鋼鉄の虹 〜Die Eisenglorie〜』
グリューネラント軍の急降下爆撃機として、B型が登場。
『バトルフィールド1942』
ドイツ軍の攻撃機として登場する。
『バトルフィールド5』
　枢軸軍の攻撃機として登場する。急降下するとサイレンが鳴るがカスタムで取り外すこともできる。1t爆弾や大口径機関砲などの運用も可能。
米国のアバロンヒル社のシミュレーションボードウォーゲーム「AIRFORCE」に「Ju-87B」と「Ju-87D」が採用されていて遊ぶことができる。
参考として既にアバロンヒル社は倒産して生産されておらずしかも40年ほど前のゲームなので入手困難。主にシミュレーションゲーム愛好家などが保有しているのが現状。

### アニメ・漫画
『空軍力の勝利』
劇中のノルウェーの戦いおよびバトル・オブ・ブリテンにて登場。
『ココロ図書館』
アニメ版の戦争シーンに、放棄されたVI号戦車の上を舞う。
『終末のイゼッタ』
作中で名称は明かされない（エイルシュタット兵が「スツーカ」と呼ぶシーンはある）が、B2型が敵国ゲルマニア帝国の主力爆撃機として登場。エイルシュタット公国軍に急降下爆撃を行う。
『夜のスツーカ』
松本零士『戦場まんがシリーズ』の一編。制空権の喪失と低速から昼間では既に作戦行動が出来ず、戦争末期に夜間爆撃を行うスツーカ部隊を描いている。
『キン肉マン』
26話に、スツーカR-2と思われる機体が登場している。

### ミュージックビデオ
『論理空軍(P-MODEL)』
アルバム『音楽産業廃棄物〜P-MODEL OR DIE』に収録。Ju-87 G-2を元に改造された爆撃機が登場する。取り付けられたモニターにP-MODELのメンバーの顔が映し出されている。主な兵装は機関砲とミサイル。

### ライトノベル
『リリアとトレイズII そして二人は旅行に行った＜下＞』
ロクシェ軍の攻撃機としてG型が登場。見開きのカラーイラストにも描かれている。